# Christine Horne
Pour les articles homonymes, voir Horne.
Christine Horne, née le 14 décembre 1981 à Auroral en Ontario, est une actrice canadienne.

## Biographie
Elle a obtenu son BFA de théâtre à l’Université York en 2004 et est devenue comédienne à Toronto.

### Vie privée
Elle est mariée au scénariste et producteur de télévision Mike McPhaden, depuis 2013. Ils ont un enfant.

## Filmographie

### Cinéma

#### Films
- 2007 : The Stone Angel de Kari Skogland : Hagar jeune
- 2010 : The Untitled Work of Paul Shepard de Jeremy Lalonde : Sadie
- 2012 : Margarita de Dominique Cardona et Laurie Colbert : Jane
- 2012 : Les Histoires qu'on raconte (Stories We Tell) (documentaire) de Sarah Polley : Anne Tait
- 2013 : Sex After Kids (en) de Jeremy Lalonde : Ellie
- 2013 : Tru Love de Kate Johnston et Shauna MacDonald : Suzanne
- 2014 : Captives d'Atom Egoyan : Vicky
- 2015 : Hyena Road de Paul Gross : Capitaine Jennifer Bowman
- 2015 : How to Plan an Orgy in a Small Town de Jeremy Lalonde : Ellie
- 2016 : Unless d'Alan Gilsenan : Dr. Devita
- 2017 : Darken de Audrey Cummings : Clarity
- 2018 : The Go-Getters de Jeremy Lalonde : Chablis
- 2018 : Our House de Anthony Scott Burns : Jess
- 2019 : White Lie de Calvin Thomas et Yonah Lewis : Julia Stansfield
- 2019 : Entropic de Robert W. Gray : Tess
- 2022 : Ashgrove de Jeremy Lalonde : Dr. Lakeland

#### Courts-métrages
- 2007 : The Love Box de Christopher Cordell : Syb Goodman
- 2010 : Happy Pills de Tanya Lemke : Ava
- 2010 : The Reception de Philip Riccio : Mariah
- 2011 : Rung de Chris Hanratty : Nancy
- 2012 : Flutter de Philip Riccio : la mère
- 2013 : Bridges d'Aidan Shipley : Linda
- 2013 : We Wanted More de Stephen Dunn : Hannah
- 2014 : Bastards de Jeremy Lalonde : Ellie
- 2014 : Dorsal d'Aidan Shipley : Sylvia
- 2014 : Entangled de Tony Elliott
- 2017 : Come Back de Hannah Anderson
- 2019 : Hot Flash de Thea Hollatz : Ace Naismith (voix)
- 2020 : P!gs de Chala Hunter : Hilary

### Télévision

#### Séries télévisées
- 2006 : Missing : Disparus sans laisser de trace : la réceptionniste (saison 3, épisode 18)
- 2007 : Les Dossiers Dresden (The Dresden Files) : Amber (2 épisodes)
- 2009 : Flashpoint : Sara Kominski (saison 2, épisode 14)
- 2011 : Republic of Doyle : Kim Ryan (saison 2, épisode 6)
- 2011 : Jessica King (King) : Amanda Jacobs (saison 1, épisode 3)
- 2011 : Rookie Blue : Lidia Hannah (saison 2, épisode 4)
- 2012 : Cybergeddon (web-série) : Irina (2 épisodes)
- 2012 : Cybergeddon Zips : Irina (saison 1, épisode 4)
- 2013 : Played, les infiltrés : Anna Quinn (saison 1, épisode 4)
- 2013 - 2014 : Lost Girl : Arabella, la gardienne (6 épisodes)
- 2015 : Remedy : Jane Bauer (saison 2, épisode 3)
- 2015 : Killjoys : Dr. Lyra Grange (saison 1, épisode 5)
- 2015 : Saving Hope : Au-delà de la médecine : Natalie Dryden (saison 4, épisode 2)
- 2015 - 2025 : Les Enquêtes de Murdoch : Svetlana Tsiolkovsky (5 épisodes)
- 2016 : Dark Matter : Membre de Mikkei Combine (saison 2, épisode 13)
- 2017 : Degrassi : La Nouvelle Promo (Degrassi: Next Class) : la professeure de Londres
- 2018 : Darken: Before the Dark : Clarity
- 2019 : Frankie Drake Mysteries : Louise Barton (saison 3, épisode 1)
- 2019 - 2020 : Riviera : Rose Ryland (4 épisodes)
- 2020 : Malory Towers : Margaret Lake (6 épisodes)
- 2020 : Hey Lady! (web-série) : Lassie
- 2021 : Hudson et Rex : Mia Bailey (saison 3, épisode 11)
- 2023 : Fellow Travelers (mini-série) : Jean Kerr
- 2025 : Law & Order Toronto: Criminal Intent : Lina Henkel (saison 2, épisode 3)

#### Téléfilms
- 2008 : Othello the Tragedy of the Moor de Zaib Shaikh : Desdémone
- 2010 : H.M.S.: White Coat de Mark Piznarski : Dr. Janis
- 2011 : Befriend and Betray de Ken Girotti : Melanie Meadwell
- 2013 : Survival Code de David Frazee : Svetlana

## Distinctions
| Année | Prix                          | Catégorie                                                             | Œuvre                                | Résultat   |
| ----- | ----------------------------- | --------------------------------------------------------------------- | ------------------------------------ | ---------- |
| 2008  | Vancouver Film Critics Circle | Meilleure actrice dans un second rôle dans un film canadien           | The Stone Angel                      | Nomination |
| 2015  | ACTRA Toronto Award           | Meilleure performance féminine                                        | Entangled                            | Nomination |
| 2016  | ACTRA Toronto Award           | Meilleure performance féminine                                        | Hyena Road                           | Nomination |
| 2016  | Prix Écrans canadiens         | Meilleure performance dans un rôle d'invité dans une série dramatique | Remedy                               | Lauréat    |
| 2017  | Prix Écrans canadiens         | Meilleure performance dans un rôle d'invité dans une série dramatique | Saving Hope : Au-delà de la médecine | Nomination |
| 2022  | Canadian Film Festival        | Meilleur ensemble                                                     | Ashgrove                             | Lauréat    |
| 2023  | ACTRA Toronto Award           | Meilleure performance féminine                                        | Ashgrove                             | Nomination |